# Kepler-Dreieck

Ein Kepler-Dreieck ist ein rechtwinkliges Dreieck, das durch drei Quadrate gebildet werden kann, deren Flächenverhältnisse sich in geometrischer Progression wie der Goldene Schnitt verhalten.

Kepler-Dreieck ist ein Terminus der Dreiecksgeometrie. Als ein solches wird ein rechtwinkliges Dreieck der euklidischen Ebene bezeichnet, dessen drei zunehmend größere Seitenlängen {\displaystyle a}, {\displaystyle b} und {\displaystyle c} eine endliche geometrische Folge bilden. Das heißt, dass seine Seitenlängen im Verhältnis {\displaystyle a:b:c} und gleichzeitig mit der Verhältniszahl {\displaystyle q} im Verhältnis {\displaystyle 1:{\sqrt {q}}:q} zueinander stehen.
Dies hat zur Folge, dass die an die Dreiecksseiten angrenzenden Quadrate die folgenden Verhältnisse aufweisen:
{\displaystyle a^{2}:b^{2}:c^{2}} beziehungsweise {\displaystyle 1:q:q^{2}}
Der deutsche Astronom und Mathematiker Johannes Kepler merkte hierzu folgendes an:

Die Geometrie birgt zwei große Schätze:

der eine ist der Satz von Pythagoras,

der andere der Goldene Schnitt.

Den ersten können wir mit einem Scheffel Gold vergleichen,

den zweiten können wir ein kostbares Juwel nennen.

## Mathematischer Zusammenhang
Aus dem Satz des Pythagoras
{\displaystyle a^{2}+b^{2}=c^{2}}
ergibt sich mit {\displaystyle b={\sqrt {q}}\cdot a} und {\displaystyle c=q\cdot a}:
{\displaystyle a^{2}+q\cdot a^{2}=q^{2}\cdot a^{2}}
Somit muss das Verhältnis {\displaystyle q} der geometrischen Folge die folgende Bedingung erfüllen:
{\displaystyle 1+q=q^{2}}
Dies ist exakt die Definitionsgleichung für das Teilungsverhältnis des Goldenen Schnitts {\displaystyle \varphi }, es ist daher {\displaystyle q=\varphi } mit:
{\displaystyle \varphi ={\frac {1+{\sqrt {5}}}{2}}}.
Es folgt der Satz:
Ein rechtwinkliges Dreieck in der euklidischen Ebene ist genau dann ein Kepler-Dreieck, wenn es einem Dreieck mit den Seitenlängen {\displaystyle 1}, {\displaystyle {\sqrt {\varphi }}} und {\displaystyle \varphi } ähnlich ist.

## Trivia
Das Kepler-Dreieck genannte Areal zwischen der Keplerstraße und dem Bahnhof in der baden-württembergischen Stadt Ludwigsburg erfüllt nicht die oben angegebenen geometrischen Bedingungen.